# جاسم كريم (عداء عراقي)
جاسم كريم قريشي (ولد في 14 أغسطس 1938) هو عداء عراقي تنافس في سباق 400 متر في دورة الألعاب الأولمبية الصيفية عام 1960 وتنافس في سباق 200 متر في دورة الألعاب الأولمبية الصيفية عام 1964.

## روابط خارجية
- جاسم كريم على موقع أوليمبيديا (الإنجليزية)